# Fatal Design
| Оценки критиков | Оценки критиков |
| Источник        | Оценка |
| --------------- | --- |
| Metal Hammer    | 5 из 10 звёзд · 5 из 10 звёзд · 5 из 10 звёзд · 5 из 10 звёзд · 5 из 10 звёзд · 5 из 10 звёзд · 5 из 10 звёзд · 5 из 10 звёзд · 5 из 10 звёзд · 5 из 10 звёзд                     |
| Metal Storm     | 7,5 из 10 звёзд · 7,5 из 10 звёзд · 7,5 из 10 звёзд · 7,5 из 10 звёзд · 7,5 из 10 звёзд · 7,5 из 10 звёзд · 7,5 из 10 звёзд · 7,5 из 10 звёзд · 7,5 из 10 звёзд · 7,5 из 10 звёзд |

Fatal Design — пятый студийный альбом финской готик-метал группы Entwine, выпущенный 23 августа 2006 года на звукозаписывающем лейбле Spinefarm Records.

## Список композиций
| №                   | Название            | Длительность |
| ------------------- | ------------------- | ------------ |
| 1.                  | «Fatal Design»      | 3:58         |
| 2.                  | «Chameleon Halo»    | 3:33         |
| 3.                  | «Out of You»        | 3:45         |
| 4.                  | «Surrender»         | 3:50         |
| 5.                  | «Oblivion»          | 4:10         |
| 6.                  | «Twisted»           | 3:54         |
| 7.                  | «Insomniac»         | 4:20         |
| 8.                  | «My Serenity»       | 4:05         |
| 9.                  | «Break Me»          | 4:48         |
| 10.                 | «Curtained Life»    | 5:45         |
| Общая длительность: | Общая длительность: | 42:08        |

## Участники записи

### Состав группы
- Мика Тауриайнен (фин. Mika Tauriainen) — вокал
- Том Миккола (фин. Tom Mikkola) — гитара
- Яани Кяхкёнен (англ. Jaani Kähkönen) — гитара
- Йони Миеттинен (англ. Joni Miettinen) — бас-гитара
- Аксу Хантту (англ. Aksu Hanttu) — ударные
- Риитта Хейкконен (англ. Riitta Heikkonen) — клавишные, вокал

## Позиции в чартах
| Чарт (2006)                         | Наивысшая позиция |
| ----------------------------------- | ----------------- |
| Финляндия (Suomen virallinen lista) | 11                |